# Andrena aquila
Andrena aquila är en biart som beskrevs av Laberge 1971. Andrena aquila ingår i släktet sandbin, och familjen grävbin. Inga underarter finns listade i Catalogue of Life.